# Црква Свете Петке у Великом Орашју
Црква Свете Петке у Великом Орашју, општина Велика Плана, подигнута је 1890. године, представља непокретно културно добро као заштићен споменик културе. У њеној пространој порти налазе се дрвена звонара, зграда парохијског дома и мала капела са извором подигнута 1929. године.

## Архитектура
Црква у Великом Орашју је посвећена Светој Петки подигнута је на месту старије сакралне грађевине. Саграђена је као једнобродна грађевина, просторно подељена на наос на који се са источне стране надовезује олтарска апсида, а са северне и јужне певнички простори. Припрата са галеријом и звоником накнадно је дозидана 1969. године. Фасадна декорација је веома скромна и сведена на два подеона венца, прозорске отворе у виду монофора и бифора на звонику и улазне портале.
Изузетно вредну сликарску целину чине иконе на иконостасној прегради изведеној у класицистичком духу. Као мајстори који су радили на њиховом осликавању током 1884. године у литератури се наводе чланови познате сликарске породице Марковић, Милија Марковић са братом Иваном и синовима Радованом и Николом. Живопис у цркви је новијег датума.
Црква поседује вредне примере покретних икона, богослужбених књига, сасуда и комада црквеног мобилијара.